# Luis Eduardo Ataya Arias
Luis Eduardo Ataya Arias (Arauca, 9 de septiembre de 1949) es un ingeniero y político colombiano, quien se desempeñó como Gobernador del Departamento de Arauca entre 2009 y 2011.

## Biografía
Nació en Arauca, capital de la Comisaría de Arauca, en septiembre de 1949. Su hermano Marcos Antonio, asesinado en 2004, fue Concejal y Alcalde de Arauca (1994-1997), así como candidato a la Gobernación de Arauca en las elecciones de 1992.
Estudió Ingeniería Electrónica en la Universidad Antonio Nariño. Comenzó trabajando como Director Administrativo del Hospital del Sarare, para después pasar al Servicio Seccional de Salud de Arauca, donde fue auxiliar contable y Jefe de suministro.
En el campo público sirvió como Gerente de la Empresa de Energía Eléctrica de Arauca, Secretario de la Junta de Licitaciones de la Intendencia de Arauca, Secretario General de la Intendencia, Secretario de Gobierno Intendencial e Intendente (Gobernador) Encargado en múltiples ocasiones. Así mismo, se desempeñó como Gerente de la Caja de Compensación Intendencial, gerente de la Empresa de Servicios Públicos de Arauca y Alcalde Encargado de Arauca.
Tras la destitución del Gobernador Freddy Forero Requiniva, Gobernador de Arauca para el período 2008 - 2011, Ataya se presentó como candidato en las elecciones atípicas de 2009 por el Partido Cambio Radical. Aunque en un principio el preconteo arrojó como ganador a Albeiro Vanegas Osorio (Partido de la U) con 15.297 votos, frente a los 15.254 votos de Ataya y los 15.140 votos de Adalberto Enrique Jaimes Ochoa (Partido Liberal), en el escrutinio Ataya resultó ganador declarado por el Consejo Nacional Electoral para concluir el mandato de Forero.
Siendo Gobernador, en 2010 el Alcalde de Arauca, William Alfonso Reyes Cadena, fue destituido, nombrando en su reemplazo a su secretaria privada Norma Constanza Rivas como Alcaldesa Encargada y solo nombró a un alcalde encargado del mismo partido de Reyes, como indicaba la ley, hasta que estos no presentaron una terna. Por tal motivo, la Fiscalía General lo imputó y acusó por el delito de prevaricato. Sin embargo, en mayo de 2022 la Corte Suprema de Justicia lo absolvió al considerar que actuó correctamente al designar un encargado para evitar un vacío de poder.